# Dienaar van het Volk

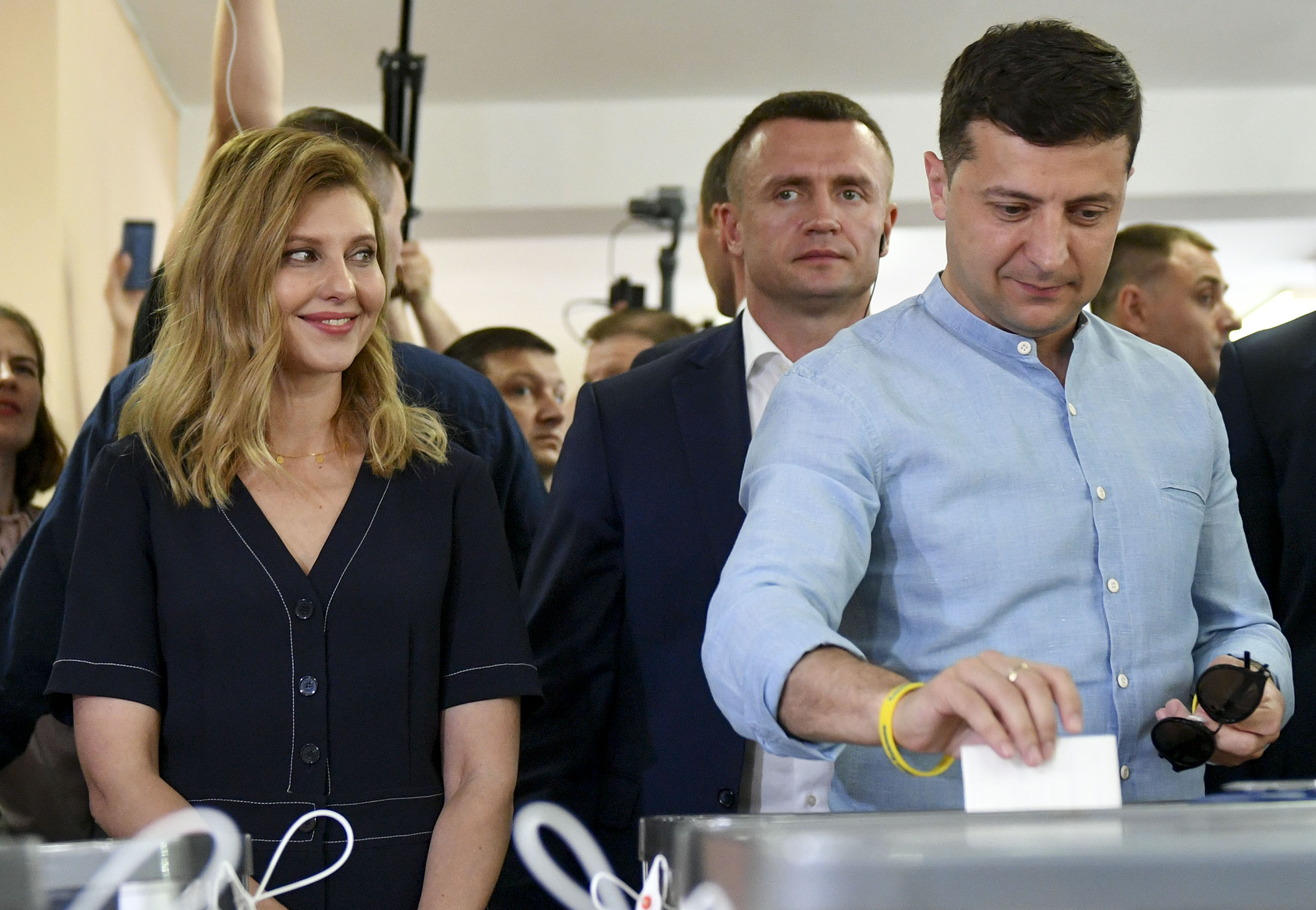
President Volodymyr Zelensky (r.) brengt zijn stem uit

Dienaar van het Volk (Oekraïens: Слуга народу; Sloeha narodoe; Russisch: Слуга народа, Sloega naroda) is een Oekraïense politieke partij. Met 241 van de 450 zetels werd het in 2019 de grootste partij in de Verchovna Rada (parlement), en leverde de partij in 2019 de nieuwe president van Oekraïne, Volodymyr Zelensky.

## Geschiedenis
De partij Dienaar van het Volk (SN) is de opvolger van de Partij voor Besliste Verandering (Партія рішучих змін) en werd in 2017 opgericht. De partij dankt haar naam aan een gelijknamige Oekraïense televisieserie, waarin de hoofdrol werd vertolkt door Volodymyr Zelensky. De eerste voorzitter van de partij was Ivan Bakanov, een jeugdvriend van Zelensky. In december 2018 schoof de partij Zelensky naar voren als kandidaat voor de presidentsverkiezingen van 2019. Bij de presidentsverkiezingen van 21 april 2019 (tweede ronde) behaalde Zelensky de overwinning met 73% van de stemmen. Na zijn inauguratie schreef Zelensky parlementsverkiezingen uit die in juli 2019 werden gehouden en waarbij SN vanuit het niets 254 van de 450 zetels in de Verchovna Rada wist te bemachtigen. Oleksi Hontsjaroek werd na de verkiezingen premier van een regering die bestond uit politici van SN en partijloze ministers. Hontsjaroek zocht naar een akkoord met het Internationaal Monetair Fonds voor leningen, en bond de strijd aan met de oligarchen die de economie van Oekraïne beheersen. Maar toen hij zich na een half jaar verzette tegen de teruggave van de Privatbank aan Ihor Kolomojski, een protégé van president Zelensky, die hij bovendien in een uitgelekte opname een economische onbenul had genoemd, werd hij ontslagen en werden ook de andere hervormers uit de regering verwijderd. Sinds 4 maart 2020 wordt de regering geleid door Denys Sjmyhal.
Op 28 februari 2022, daags na de Russische invasie van Oekraïne, werd SN toegelaten tot de Alliantie van Liberalen en Democraten voor Europa (ALDE).
Oleksandr Kornijenko was van 2019 tot november 2021 voorzitter van de partij toen hij werd opgevolgd door Olena Sjoeljak. De fractie van de SN in het parlement wordt aangevoerd door Davyd Arachamija.

## Ideologie
De partij wordt omschreven als populistisch, centristisch, liberaal, nationalistisch en pro-Europees. De partij heeft echter de kenmerken van een "catch-all" partij. Er bestaat binnen de partij geen consensus over ideologische gezindheid. Pogingen om tot een nadere omschrijving komen stuitten telkens weer op verzet binnen de gelederen van de partij. Het lijkt er op dat iedereen, ongeacht ideologische gezindte de ruimte krijgt binnen de partij zich profileren, maar dat men extreem gedachtegoed probeert te weren.

## Verkiezingsresultaten
| 2019 | 6.307.793 | 43,16 | 254 / 450 |

Communistische Partij · Al-Oekraïense Unie "Vaderland" (Batkivsjtsjyna) · Platform voor Leven en Vrede · Al-Oekraïense Unie "Vrijheid" (Svoboda) · Holos · Dienaar van het Volk · Oekraïense Democratische Alliantie voor Hervorming (Oedar) · Partij van de Regio's · Radicale Partij · Uniepartij · Verenigd Centrum · Volkspartij · Rechtse Sector · Oppositieblok · Voor de Toekomst